# تسويوشي وادا
تسويوشي وادا (باليابانية: 和田毅؛ بالكانا: あわだ つよし) هو لاعب كرة قاعدة ياباني، ولد في 21 فبراير 1981 في كونان في اليابان.

## وصلات خارجية
- تسويوشي وادا على موقع دوري كرة القاعدة الرئيسي (الإنجليزية)
- تسويوشي وادا على موقع الدوري الياباني لكرة القاعدة (الإنجليزية)
- تسويوشي وادا على موقعبيزبول رفرنس.كوم (الدوري الرئيسي) (الإنجليزية)
- تسويوشي وادا على موقعبيزبول رفرنس.كوم (الدوري الثانوي) (الإنجليزية)
- تسويوشي وادا على موقع إي إس بي إن.كوم (أم.أل.بي) (الإنجليزية)
- تسويوشي وادا على موقع مشجعي الرسوم البيانية (الإنجليزية)
- تسويوشي وادا على موقع أوليمبيديا (الإنجليزية)